# Ambalutu
Ambalutu is een bestuurslaag in het regentschap Asahan van de provincie Noord-Sumatra, Indonesië. Ambalutu telt 2651 inwoners (volkstelling 2010).